# Hermann Stumpf
Hermann Stumpf (* 9. Oktober 1912 in Germersheim; † 18. März 1997 in Köln) war ein deutscher Jurist. Von 1977 bis 1980 war er Vizepräsident des Bundesarbeitsgerichts (BAG).

## Leben
Als Kind zog Stumpf nach Köln-Nippes und ging dort auf das Gymnasium. Er studierte sieben Semester an der Universität zu Köln, bestand die erste juristische Staatsprüfung am Oberlandesgericht Köln und 1939 das Assessorexamen. Am 8. September 1939, zu Beginn des Zweiten Weltkrieges, wurde er zum Assessor, am 16. Oktober 1939 am Landgericht Köln zum Gerichtsassessor ernannt.
Ab 1938 war Stumpf, der über den Ehegattenerbhof promoviert hatte, Assistent bei Hans Carl Nipperdey. Nach seiner Kriegsgefangenschaft wurde er 1947 zunächst Hilfsrichter am Landgericht Köln. 1947 folgte seine Ernennung zum Landgerichtsrat und 1952 die zum Landgerichtsdirektor. Am 1. März 1953 wurde Hermann Stumpf zum Oberlandesgerichtsrat ernannt.
Seine Ernennung zum Bundesrichter am 7. Juni 1957 verdankte er nach eigenen Angaben unter anderem dem Umstand, dass er in Rheinland-Pfalz geboren wurde und damals Länderquoten zu beachten waren. Stumpf wurde am 21. Dezember 1964 Senatspräsident und am 1. Dezember 1977 Vizepräsident des Bundesarbeitsgerichts. Am 31. Oktober 1980 wurde er in den Ruhestand versetzt.
Hermann Stumpf hielt bis zu seinem Tod im März 1997 Seminare und Vorlesungen an der Universität zu Köln. Er war Schriftleiter und Herausgeber der umfangreichen Entscheidungssammlung zum Arbeitsrecht Arbeitsrechtliche Praxis sowie verantwortlich für die amtliche Sammlung des BAG.

## Schriften
- Der Ehegattenerbhof insbesondere bei Vernichtung und Auflösung der Ehe. Bleicherode a. H.: Nieft, 1938. (Köln, Rechtswiss. Diss., 1938)

## Ehrungen
- 1969: Verdienstkreuz 1. Klasse der Bundesrepublik Deutschland
- 1980: Großes Bundesverdienstkreuz mit Stern der Bundesrepublik Deutschland